# Hội đồng Liên bang Đức
Hội đồng Liên bang Đức (tiếng Đức: Bundesrat) là thượng viện của Quốc hội Liên bang Đức. Là cơ quan đại diện cho 16 tiểu bang của Đức ở cấp Nhà nước, nên còn gọi là Viện bang biểu. Hội nghị được tổ chức tại Tòa nhà của Thượng viện Phổ cũ, Berlin, trước năm 1989 thì tại Bonn thủ đô của Tây Đức.
Bundestag cùng với Bundesrat là các cơ quan lập pháp của Nghị viện Đức.

## Lịch sử
Bundesrat được thành lập năm 1871 cùng với thời gian Đế chế Đức được thành lập. 
Khi Cộng hòa Weimar được thành lập thượng viện có tên là Reichsrat (1919-1934).
Thành viên của Thượng viện trong Đế quốc Đức có cơ chế như ngày nay. Thành viên là quan chức cấp cao từ các bang. Thượng viện có quyền lực rất cao trong thời kỳ đó, tất cả các bộ luật đều do thượng viện thông qua. Chỉ có Hoàng đế mới có quyền giải tán thượng viện.
Thượng viện trong Cộng hòa Weimar có tên là Reichsrat quyền lực bị hạn chế nhiều so với Đế quốc Đức. Reichsrat chỉ có quyền phủ quyết các dự thảo luật,thậm chí còn bị
Reichstag (hạ viện) bác bỏ sau đó. Tuy nhiên cần phải có 2/3 thành viên Reichstag bác bỏ thì mới có quyền bác bỏ Reichsrat.
Thành phần của thượng viện Đế quốc Đức 1871-1919
| Bang                 | Ghi chú                              | Số phiếu |
| -------------------- | ------------------------------------ | -------- |
| Phổ                  | (Bao gồm các bang sáp nhập năm 1866) | 17       |
| Bavaria              |                                      | 6        |
| Saxony               |                                      | 4        |
| Württemberg          |                                      | 4        |
| Baden                |                                      | 3        |
| Hesse                |                                      | 3        |
| Mecklenburg-Schwerin |                                      | 2        |
| Brunswick            |                                      | 2        |
| 17 tiểu bang khác    | mỗi bang 1 phiếu                     | 17       |
| Alsace-Lorraine      | sau năm 1911                         | 3        |
| Tổng                 |                                      | 61       |

## Thành phần
Thành phần trong Thượng viện do các đại biểu đến từ các bang đại diện.
Điều 51 Luật cơ bản Liên bang Đức (Hiến pháp Đức) quy định về thành phần của Thượng viện.
1. Thượng viện sẽ bao gồm thành viên của chính quyền các Bang, các Bang bổ nhiệm và triệu hồi các thành viên đó. Các thành viên khác của các chính quyền có thể hoạt động thay thế.
2. Mỗi bang sẽ có tối thiểu 3 phiếu bầu; các bang có hơn 2 triệu dân sẽ có 4 phiếu; các bang có hơn 6 triệu dân sẽ có 5 phiếu, và hơn 7 triệu dân có 6 phiếu.
3. Mỗi bang bổ nhiệm số thành viên tương đương với số phiếu của mình. Các phiếu của mỗi bang chỉ được bỏ 1 lần như 1 đơn vị và chỉ bởi các thành viên có mặt hoặc thay thế họ.

Thành phần của Thượng viện (Liên minh trong các bang) từ 19/2/2013 [Grüne = Đảng Xanh; Die Linke = Cánh tả].

Sơ đồ của Bundesrat

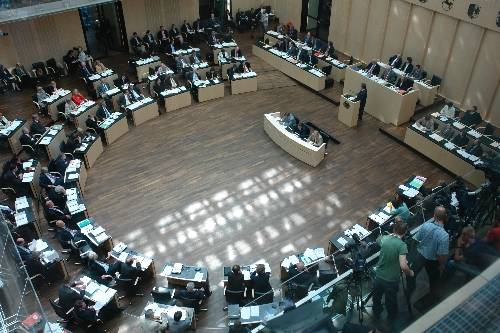
Phòng họp chính

|                               | Bang                   | Dân số     | Số phiếu      | Liên minh         | Nhóm      | Thống đốc                        |
| Wappen Baden-Württemberg      | Baden-Württemberg      | 10,736,000 | 6 █ █ █ █ █ █ | Grüne và SPD      | Trung lập | Winfried Kretschmann (Grüne)     |
| Wappen Bayern                 | Bavaria                | 12,469,000 | 6 █ █ █ █ █ █ | CSU               | Chính phủ | Horst Seehofer (CSU)             |
| Wappen Berlin                 | Berlin                 | 3,395,000  | 4 █ █ █ █     | SPD và CDU        | Chính phủ | Klaus Wowereit (SPD)             |
| Wappen Brandenburg            | Brandenburg            | 2,559,000  | 4 █ █ █ █     | SPD và DIE LINKE  | Trung lập | Dietmar Woidke (SPD)             |
| Wappen Bremen                 | Bremen                 | 663,000    | 3 █ █ █       | SPD và Grüne      | Trung lập | Jens Böhrnsen (SPD)              |
| Wappen Hamburg                | Hamburg                | 1,744,000  | 3 █ █ █       | SPD               | Chính phủ | Olaf Scholz (SPD)                |
| Wappen Hessen                 | Hesse                  | 6,092,000  | 5 █ █ █ █ █   | CDU và Grüne      | Trung lập | Volker Bouffier (CDU)            |
| Wappen Mecklenburg-Vorpommern | Mecklenburg-Vorpommern | 1,707,000  | 3 █ █ █       | SPD và CDU        | Chính phủ | Erwin Sellering (SPD)            |
| Wappen Niedersachsen          | Niedersachsen          | 7,994,000  | 6 █ █ █ █ █ █ | SPD và Grüne      | Trung lập | Stephan Weil (SPD)               |
| Wappen Nordrhein-Westfalen    | North Rhine-Westphalia | 18,058,000 | 6 █ █ █ █ █ █ | SPD và Grüne      | Trung lập | Hannelore Kraft (SPD)            |
| Wappen Rheinland-Pfalz        | Rhineland-Palatinate   | 4,059,000  | 4 █ █ █ █     | SPD và Grüne      | Trung lập | Malu Dreyer (SPD)                |
| Wappen Saarland               | Saarland               | 1,050,000  | 3 █ █ █       | CDU và SPD        | Chính phủ | Annegret Kramp-Karrenbauer (CDU) |
| Wappen Sachsen                | Saxony                 | 4,274,000  | 4 █ █ █ █     | CDU và FDP        | Trung lập | Stanislaw Tillich (CDU)          |
| Wappen Sachsen-Anhalt         | Saxony-Anhalt          | 2,470,000  | 4 █ █ █ █     | CDU và SPD        | Chính phủ | Reiner Haseloff (CDU)            |
| Wappen Schleswig-Holstein     | Schleswig-Holstein     | 2,833,000  | 4 █ █ █ █     | SPD, Grüne và SSW | Trung lập | Torsten Albig (SPD)              |
| Wappen Thüringen              | Thuringia              | 2,335,000  | 4 █ █ █ █     | CDU và SPD        | Chính phủ | Christine Lieberknecht (CDU)     |
|                               | Tổng                   | 82,438,000 | 69            |                   |           |                                  |

## Chủ tịch Thượng viện
Chủ tịch Thượng viện là người có quyền lực thứ 4 sau Tổng thống,Chủ tịch Hạ viện, Thủ tướng, và đứng trước Chánh án Tòa án Hiến pháp. Theo Hiến pháp Chủ tịch được thay hàng năm giữa các Thống đốc, Chủ tịch-Bộ trưởng của mỗi bang.
Điều 52 Chủ tịch Thượng viện
1. Thượng viện sẽ bầu ra Chủ tịch Thượng viện với nhiệm kỳ 1 năm
2. Chủ tịch sẽ triệu tập Thượng viện. Chủ tịch phải triệu tập Thượng viện nếu đại diện tối thiểu từ 2 Bang hoặc Chính phủ Liên bang yêu cầu.

Có 2 Phó Chủ tịch hỗ trợ cho Chủ tịch, đóng vai trò cố vấn và thay mặt khi Chủ tịch không có mặt.
Điều 57 Hiến pháp quy định Nếu tổng thống mất khả năng điều hành thì Chủ tịch Thượng viện sẽ thay mặt để điều hành có nhiệm vụ và quyền hạn Tổng thống.

### Danh sách Chủ tịch
Political Party
      CDU
      SPD
      CSU
      FDP
      Đảng Xanh
| Thứ. | Tên (Sinh–Mất) | Tên (Sinh–Mất)                   | Bang                   | Nhiệm kỳ | Nhiệm kỳ | Đảng chính trị |
| Thứ. | Tên (Sinh–Mất) | Tên (Sinh–Mất)                   | Bang                   | Bắt đầu  | Kết thúc | Đảng chính trị |
| ---- | -------------- | -------------------------------- | ---------------------- | -------- | -------- | -------------- |
| 1    |                | Karl Arnold (1901–1958)          | North Rhine-Westphalia | 1949     | 1950     | CDU            |
| 2    |                | Hans Ehard (1887–1980)           | Bavaria                | 1950     | 1951     | CSU            |
| 3    |                | Hinrich Wilhelm Kopf (1893–1961) | Niedersachsen          | 1951     | 1952     | SPD            |
| 4    |                | Reinhold Maier (1889–1971)       | Baden-Württemberg      | 1952     | 1953     | FDP            |
| 5    |                | Georg August Zinn (1901–1976)    | Hesse                  | 1953     | 1954     | SPD            |
| 6    |                | Peter Altmeier (1899–1977)       | Rhineland-Palatinate   | 1954     | 1955     | CDU            |
| 7    |                | Kai-Uwe von Hassel (1913–1997)   | Schleswig-Holstein     | 1955     | 1956     | CDU            |
| 8    |                | Kurt Sieveking (1897–1986)       | Hamburg                | 1956     | 1957     | CDU            |
| 9    |                | Willy Brandt (1913–1992)         | Berlin                 | 1957     | 1958     | SPD            |
| 10   |                | Wilhelm Kaisen (1887–1979)       | Bremen                 | 1958     | 1959     | SPD            |
| 11   |                | Franz Josef Röder (1909–1979)    | Saarland               | 1959     | 1960     | CDU            |
| 12   |                | Franz Meyers (1908–2002)         | North Rhine-Westphalia | 1960     | 1961     | CDU            |
| 13   |                | Hans Ehard (1887–1980)           | Bavaria                | 1961     | 1962     | CSU            |
| 14   |                | Kurt Georg Kiesinger (1904–1988) | Baden-Württemberg      | 1962     | 1963     | CDU            |
| 15   |                | Georg Diederichs (1900–1983)     | Niedersachsen          | 1963     | 1964     | SPD            |
| 16   |                | Georg August Zinn (1901–1976)    | Hesse                  | 1964     | 1965     | SPD            |
| 17   |                | Peter Altmeier (1899–1977)       | Rhineland-Palatinate   | 1965     | 1966     | CDU            |
| 18   |                | Helmut Lemke (1907–1990)         | Schleswig-Holstein     | 1966     | 1967     | CDU            |
| 19   |                | Klaus Schütz (1901–1976)         | Berlin                 | 1967     | 1968     | SPD            |
| 20   |                | Herbert Weichmann (1896–1983)    | Hamburg                | 1968     | 1969     | SPD            |
| 21   |                | Franz Josef Röder (1909–1979)    | Saarland               | 1969     | 1970     | CDU            |
| 22   |                | Hans Koschnick (1929-2016)       | Bremen                 | 1970     | 1971     | SPD            |
| 23   |                | Heinz Kühn (1912–1992)           | North Rhine-Westphalia | 1971     | 1972     | SPD            |
| 24   |                | Alfons Goppel (1905–1991)        | Bavaria                | 1972     | 1973     | CSU            |
| 25   |                | Hans Filbinger (1913–2007)       | Baden-Württemberg      | 1973     | 1974     | CDU            |
| 26   |                | Alfred Kubel (1909–1999)         | Niedersachsen          | 1974     | 1975     | SPD            |
| 27   |                | Albert Osswald (1919–1996)       | Hesse                  | 1975     | 1976     | SPD            |
| 28   |                | Bernhard Vogel (1932)            | Rhineland-Palatinate   | 1976     | 1977     | CDU            |
| 29   |                | Gerhard Stoltenberg (1928–2001)  | Schleswig-Holstein     | 1977     | 1978     | CDU            |
| 30   |                | Dietrich Stobbe (1938–2001)      | Berlin                 | 1978     | 1979     | SPD            |
| 31   |                | Hans-Ulrich Klose (1937-2023)    | Hamburg                | 1979     | 1980     | SPD            |
| 32   |                | Werner Zeyer (1929–2000)         | Saarland               | 1980     | 1981     | CDU            |
| 33   |                | Hans Koschnick (1929-2016)       | Bremen                 | 1981     | 1982     | SPD            |
| 34   |                | Johannes Rau (1931–2006)         | North Rhine-Westphalia | 1982     | 1983     | SPD            |
| 35   |                | Franz Josef Strauß (1915–1988)   | Bavaria                | 1983     | 1984     | CSU            |
| 36   |                | Lothar Späth (1937-2016)         | Baden-Württemberg      | 1984     | 1985     | CDU            |
| 37   |                | Ernst Albrecht (1930-2014)       | Niedersachsen          | 1985     | 1986     | CDU            |
| 38   |                | Holger Börner (1931–2006)        | Hesse                  | 1986     | 1987     | SPD            |
| 39   |                | Walter Wallmann (1932-2013)      | Hesse                  | 1987     | 1987     | CDU            |
| 40   |                | Bernhard Vogel (1932)            | Rhineland-Palatinate   | 1987     | 1988     | CDU            |
| 41   |                | Björn Engholm (1939)             | Schleswig-Holstein     | 1988     | 1989     | SPD            |
| 42   |                | Walter Momper (1945)             | Berlin                 | 1989     | 1990     | SPD            |
| 43   |                | Henning Voscherau (1941-2016)    | Hamburg                | 1990     | 1991     | SPD            |
| 44   |                | Alfred Gomolka (1942-2020)       | Mecklenburg-Vorpommern | 1991     | 1992     | CDU            |
| 45   |                | Berndt Seite (1940)              | Mecklenburg-Vorpommern | 1992     | 1992     | CDU            |
| 46   |                | Oskar Lafontaine (1943)          | Saarland               | 1992     | 1993     | SPD            |
| 47   |                | Klaus Wedemeier (1944)           | Bremen                 | 1993     | 1994     | SPD            |
| 48   |                | Johannes Rau (1931–2006)         | North Rhine-Westphalia | 1994     | 1995     | SPD            |
| 49   |                | Edmund Stoiber (1941)            | Bavaria                | 1995     | 1996     | CSU            |
| 50   |                | Erwin Teufel (1939)              | Baden-Württemberg      | 1996     | 1997     | CDU            |
| 51   |                | Gerhard Schröder (1944)          | Niedersachsen          | 1997     | 1998     | SPD            |
| 52   |                | Hans Eichel (1944)               | Hesse                  | 1998     | 1999     | SPD            |
| 53   |                | Roland Koch (1958)               | Hesse                  | 1999     | 1999     | CDU            |
| 54   |                | Kurt Biedenkopf (1930-2021)      | Saxony                 | 1999     | 2000     | CDU            |
| 55   |                | Kurt Beck (1944)                 | Rhineland-Palatinate   | 2000     | 2001     | SPD            |
| 56   |                | Klaus Wowereit (1953)            | Berlin                 | 2001     | 2002     | SPD            |
| 57   |                | Wolfgang Böhmer (1936)           | Saxony-Anhalt          | 2002     | 2003     | CDU            |
| 58   |                | Dieter Althaus (1958)            | Thuringia              | 2003     | 2004     | CDU            |
| 59   |                | Matthias Platzeck (1953)         | Brandenburg            | 2004     | 2005     | SPD            |
| 60   |                | Peter Harry Carstensen (1947)    | Schleswig-Holstein     | 2005     | 2006     | CDU            |
| 61   |                | Harald Ringstorff (1939-2020)    | Mecklenburg-Vorpommern | 2006     | 2007     | SPD            |
| 62   |                | Ole von Beust (1955)             | Hamburg                | 2007     | 2008     | CDU            |
| 63   |                | Peter Müller (1955)              | Saarland               | 2008     | 2009     | CDU            |
| 64   |                | Jens Böhrnsen (1949)             | Bremen                 | 2009     | 2010     | SPD            |
| 65   |                | Hannelore Kraft (1961)           | North Rhine-Westphalia | 2010     | 2011     | SPD            |
| 66   |                | Horst Seehofer (1941)            | Bavaria                | 2011     | 2012     | CSU            |
| 67   |                | Winfried Kretschmann (1948)      | Baden-Württemberg      | 2012     | 2013     | Đảng Xanh      |
| 68   |                | Stephan Weil (1958)              | Niedersachsen          | 2013     | 2014     | SPD            |
| 69   |                | Volker Bouffier (1951)           | Hesse                  | 2014     | 2015     | CDU            |
| 70   |                | Stanislaw Tillich (1959)         | Saxony                 | 2015     | 2016     | CDU            |
| 71   |                | Malu Dreyer (1961)               | Rhineland-Palatinate   | 2016     | 2017     | SPD            |
| 72   |                | Michael Müller (1964)            | Berlin                 | 2017     | 2018     | SPD            |
| 73   |                | Daniel Günther (1973)            | Schleswig-Holstein     | 2018     | 2019     | CDU            |
| 74   |                | Dietmar Woidke (1961)            | Brandenburg            | 2019     | 2020     | SPD            |
| 75   |                | Reiner Haseloff (1954)           | Saxony-Anhalt          | 2020     | 2021     | CDU            |
| 76   |                | Bodo Ramelow (1956)              | Thuringia              | 2021     | 2022     | Die Linke      |
| 77   |                | Peter Tschentscher (1966)        | Hamburg                | 2022     | 2023     | SPD            |
| 78   |                | Manuela Schwesig (1974)          | Mecklenburg-Vorpommern | 2023     |          | SPD            |